# 涿州张飞庙
涿州张飞庙位於中國河北涿州市，现名为忠义店，已列为涿州市文物保护单位。此庙是后人为了纪念张飞因此在其故里修建。

## 历史沿革
根据传说，在关羽死后，张飞急于复东吴之仇被部将范疆、张达二人刺杀。范疆、张达两人割下张飞头颅，奔逃于东吴。在逃跑的半途，两人听说东吴主意有变，便将张飞之首抛入长江之中。后来张飞的头颅被人捞起并葬于云阳对岸的凤凰山，并在该地修建最早的张飞庙。自此，有了张飞“身葬阆中，头葬云阳”的传说。

## 景点
“张飞古井”：史书记载张飞年轻时曾以卖肉为业，时常将肉放置于井内储存。传说有一回，张飞将井口盖上大石，并旁书：“如有搬起大石者，送肉十斤”。
一日，张飞卖肉归来，见大石移动储肉已没，追至城内，与关羽较力，后遇刘备劝解，遂结拜为兄弟。
“张飞墓”：建此墓仅为了祭奠张飞修建，并无其遗物。据说此墓冢取了阆中和云阳的一些张飞墓土。

## 外部連結
- （简体中文）涿州政府网 （页面存档备份，存于）
- 西晋·陈寿著、刘宋·裴松之注《三国志》
- 清·赵翼撰《廿二史札记》